# Marienweiher
Marienweiher ist ein Gemeindeteil des Marktes Marktleugast im Landkreis Kulmbach (Oberfranken, Bayern). Die Gemarkung Marienweiher hat eine Fläche von 13,514 km². Sie ist in 1143 Flurstücke aufgeteilt, die eine durchschnittliche Flurstücksfläche von 11823,63 m² haben. In ihr liegen neben dem namensgebenden Ort die Gemeindeteile Filshof, Hanauerhof, Hermes, Roth, Steinbach, Weihermühle.

## Lage
Das Pfarrdorf liegt im südlichen Frankenwald. Durch den Ort fließt teilweise verrohrt der Leugastbach, ein rechter Nebenfluss des Großen Koserbaches. Die Kreisstraße KU 27 führt nach Marktleugast zur Bundesstraße 289 (1,2 km nördlich) bzw. nach Steinbach (1,1 km südöstlich). Eine Gemeindeverbindungsstraße führt ebenfalls zur B 289 (1,2 km nordwestlich). Durch Marienweiher verläuft der Fränkische Marienweg.

## Geschichte
Für den Ort, der am Kreuzungspunkt mehrerer Altstraßen lag, wurde 1102 eine Kapelle bezeugt. Das Franziskanerkloster Marienweiher wurde 1646 gegründet. Die heutige Basilika Marienweiher wurde von 1740 bis 1750 erbaut.
Gegen Ende des 18. Jahrhunderts bestand Marienweiher aus 39 Anwesen. Das Hochgericht übte das bambergische Centamt Marktschorgast aus. Grundherren waren das Kastenamt Stadtsteinach (Jägerhaus, 2 Höfe, 6 Halbhöfe, 1 Söldengut, 4 Tropfhäuser, 1 Wirtshaus mit Brau), die Realgemeinde Marienweiher (16 Tropfhäuser, 1 Wirtshaus, 1 Hirtenhaus), die Pfarrei Marienweiher (Pfarrkirche, Pfarrhaus, Pächterhaus, 2 Gütlein) und die Schule Marienweiher (1 Haus).
1810 kam Marienweiher zum Königreich Bayern. Mit dem Gemeindeedikt wurde 1812 der Steuerdistrikt Marienweiher gebildet. Zu diesem gehörten die Orte Achatzmühle, Dörnhof, Filshof, Gundlitz, Hanauerhof, Hermes, Herrnschrot, Hohenbuchen, Roth, Rothenbühl, Schallerhof, Schmölz, Steinbach, Weihermühle und Winklas. Zugleich entstand die Ruralgemeinde Marienweiher, die deckungsgleich mit dem Steuerdistrikt war. Sie war in Verwaltung und Gerichtsbarkeit dem Landgericht Münchberg zugeordnet und in der Finanzverwaltung dem Rentamt Münchberg. 1837 entstand die Gemeinde Gundlitz mit Herrnschrot, Hohenbuchen und Winklas. Am 1. Oktober 1840 wurde die Gemeinde Marienweiher an das Landgericht Stadtsteinach und das Rentamt Stadtsteinach überwiesen (1919 in Finanzamt Stadtsteinach umbenannt). Ab 1862 gehörte Marienweiher zum Bezirksamt Stadtsteinach (1939 in Landkreis Stadtsteinach umbenannt). Die Gerichtsbarkeit blieb beim Landgericht Stadtsteinach (1879 in das Amtsgericht Stadtsteinach umgewandelt). Die Gemeinde hatte ursprünglich eine Gebietsfläche von 15,229 km², die sich durch die Umgemeindung von Dörnhof, Schallerhof und Schmölz nach Kupferberg im Jahr 1964 auf 13,523 km² verringerte. Am 1. Januar 1977 wurde die Gemeinde Marienweiher in Marktleugast eingegliedert.

### Baudenkmäler
In Marienweiher gibt es zehn Baudenkmäler, darunter:
- Basilika Marienweiher
- Kloster Marienweiher

### Einwohnerentwicklung
Gemeinde Marienweiher
| Jahr      | 1819   | 1840   | 1852   | 1855   | 1861   | 1867   | 1871   | 1875   | 1880   | 1885   | 1890   | 1895   | 1900   | 1905   | 1910   | 1919   | 1925   | 1933   | 1939   | 1946   | 1950  | 1952   | 1961   | 1970   |
| Einwohner | 937    | 541    | 912    | 940    | 922    | 927    | 924    | 909    | 950    | 908    | 853    | 761    | 761    | 744    | 723    | 716    | 710    | 691    | 681    | 955    | 1010  | 951    | 713    | 658    |
| Häuser    |        |        |        |        |        |        | 109    |        |        | 114    | 115    |        | 114    |        |        |        | 118    |        |        |        | 128   |        | 141    |        |
| Quelle    | [ 13 ] | [ 14 ] | [ 14 ] | [ 14 ] | [ 15 ] | [ 16 ] | [ 17 ] | [ 18 ] | [ 19 ] | [ 20 ] | [ 21 ] | [ 14 ] | [ 22 ] | [ 14 ] | [ 23 ] | [ 14 ] | [ 24 ] | [ 14 ] | [ 14 ] | [ 14 ] | [ 9 ] | [ 14 ] | [ 10 ] | [ 25 ] |

Ort Marienweiher
| Jahr      | 001818 | 001819 | 001861 | 001871 | 001885 | 001900 | 001925 | 001950 | 001961 | 001970 | 001987 |
| Einwohner |        | 313 *  | 464    | 462    | 434    | 398    | 359    | 553    | 482    | 454    | 391    |
| Häuser    | 35     |        |        |        | 58     | 55     | 64     | 76     | 97     |        | 121    |
| Quelle    | [ 8 ]  | [ 13 ] | [ 15 ] | [ 17 ] | [ 20 ] | [ 22 ] | [ 24 ] | [ 9 ]  | [ 10 ] | [ 25 ] | [ 26 ] |

In den 2010er Jahren gab es in Marienweiher ca. 340 Einwohner, die in ca. 180 Haushalten lebten.

## Religion
Marienweiher ist Sitz der katholischen Pfarrei Mariä Heimsuchung.